# Novi Šeher
Novi Šeher är en ort i Bosnien och Hercegovina.   Den ligger i entiteten Federationen Bosnien och Hercegovina, i den centrala delen av landet, 80 km norr om huvudstaden Sarajevo. Novi Šeher ligger 237 meter över havet och antalet invånare är 4 416.
Terrängen runt Novi Šeher är huvudsakligen kuperad, men den allra närmaste omgivningen är platt. Novi Šeher ligger nere i en dal. Närmaste större samhälle är Zavidovići, 12,1 km sydost om Novi Šeher. 
Omgivningarna runt Novi Šeher är en mosaik av jordbruksmark och naturlig växtlighet. Runt Novi Šeher är det ganska tätbefolkat, med 93 invånare per kvadratkilometer.